# Lepontské Alpy
Lepontské Alpy (italsky Alpi Lepontine, německy Lepontinische Alpen, francouzsky Alpes lépontines) jsou soubor pohoří v centrální části Alp, na území Itálie a Švýcarska. Leží v regionech Piemont a Lombardie (Itálie) a v kantonech Valais, Ticino, Uri a Graubünden (Švýcarsko). Rozkládají se přibližně mezi průsmykem Simplon (2 005 m) na západě a průsmykem Splügen (2 115 m) na východě. Nejvyšší horou je Monte Leone (3 553 m).

## Členění
- Skupina Monte Leone
- Gotthardský masiv
- Adulské Alpy
- Ticinské Alpy
- Tambo